# Groningenski jezik
Gronings (ISO 639-3: gos; groningenski jezik; grunnings), najznačajniji donjosaksonski jezik na području Nizozemske kojim govori oko 592 000 ljudi (2003), poglavito u provinciji Groningen. Ima četiri dijalekta zapadnogroningenski (west gronings), groningen-istočnofrizijski (gronings-oostfries), veenkoloniaals (veen colony) i westerwolds (westerwold). Od Nizozemske vlade priznat je 1996. kao poseban donjosaksonski jezik, i jedan je od službenih u Nizozemskoj. Govori se prvenstveno u ruralnim područjima, a kao drugi jezik rabe ga mnogi Nizozemci.
Veenkoloniaals i Westerwolds ili westerwold je nekad smatran posebnim jezicima

## Vanjske poveznice
- Ethnologue (14th)
- Ethnologue (15th)